# قضية كيتسميلر ضد مدارس منطقة دوفر
تامي كيتسميلر، وآخرون. ضد مدارس منطقة دوفر، وآخرون هو أول تحد مباشر في المحكمة الفدرالية الأمريكية بخصوص سياسة تدريس التصميم الذكي في المدارس الحكومية الأمريكية. في أكتوبر 2004 غيرت مدارس منطقة دوفر التابعة لولاية بنسيلفانيا منهج درس الاحياء لتعليم التصميم الذكي كنظرية علمية منافسة لنظرية التطور معتمد على كتاب من الباندا والناس.
إحدى عشر شخص من اولياء امور الطلبة الدارسين في تلك المدارس قاموا برفع دعوى قضائية ضد مجلس إدارة المدارس لاصداره وثيقة «تقدم تفسيرا لاصل الحياة تختلف عن نظرية التطور لداروين وهذه الوثيقة قرات على الطلاب الصف التاسع في حصة الاحياء اثناء تدريس التطور». وجادل الادعاء بان هذا يخالف القانون الأمريكي القاضي بفصل الدين عن الدولة بينما جادل الدفاع بان التصميم الذكي ليس دينا وانما هو نظرية علمية.
مثل الادعاء الاتحاد الأمريكي للحريات المدنية، الاتحاد الأمريكي لفصل الكنيسة عن الدولة وبيبر هيملتون. المركز الوطني لتعليم العلوم مثل جهة استشارية للمدعين. ومثل محامي الدفاع مركز ثوماس مور القانوني. بدات المحكمة في 26 ايلول وانتهت في 4 كانون الأول 2005 برئاسة القاضي جون جونز. . كين ميلر، كيفن باديان، بريان يغير، روبرت بينوك، باربرا فورست وجون هاوت كانوا شهود خبراء استداعهم الادعاء. مايكل بيهي، ستيف فولر وسكوت منج كانوا شهود خبراء تم استداعهم من قبل الدفاع.
في ال 20 من كانون الأول 2005 اصدرت المحكمة حكمها وفقا لنتائج استنتجتها كتبت ب 139 صفحة بان قرار المدارس تعليم التصميم الذكي غير دستوري وخلص تقريرها باعتبار التصميم الذكي ليس «علما» وانه لايجوز لادارة المدارس طرح وجهات نظر دينية تنتقص من نظرية التطور العلمية.